# Куба
Вижте пояснителната страница за други значения на Куба.
Република Куба (на испански: Cuba или República de Cuba) е латиноамериканска островна държава на Карибите с излаз на Карибско море, Мексиканския залив и Атлантическия океан. Куба е най-голямата по площ карибска държава, заемайки големия едноименен остров и няколко по-малки архипелага и има най-голямо население сред островните държави в региона – над 11 000 000 души. Столицата ѝ е град Хавана.
Куба има богата култура, която представлява смес от местни островитянски традиции и влияние на испанските колониалисти, африканските роби и Съединените щати.
Средната грамотност на населението е 99,8 %, детската смъртност е по-ниска от тази в някои развити страни, а продължителността на живота е 77,64 години. През 2006 година WWF определя Куба като единствената страна, отговаряща на дефиницията за устойчиво развитие. Репортери без граници поставят през 2006 година Куба в списък „Врагове на интернета“. Към юли 2016 година едва 38,8 % от кубинското население са интернет потребители.

## История

### Испанска колония
Христофор Колумб пристига на острова през 1492 г. Главното население на острова тогава са араваките, таините и сибонеите, дошли от Северна Америка векове преди това. Названието на Куба произлиза от начина, по който таините са наричали острова – Каобана, което на езика им означава „център“.
Когато Колумб пристига в края на 15 век, той обявява острова за испанска територия и го нарича Исла Хуана, по името на принц Хуан Астурски.
През 1512 г. Диего Веласкес де Куеляр завоюва целия остров и изгражда първия испански град там – Нуестра Асунсион де Баракоа, а след това се създават Сантяго де Куба, Баямо, Пуерто Принсипе и Хавана, която става столица през 1515 г.
През 1762 г. Англия завоюва Хавана. Само една година по-късно обаче френско-английско-испанският мирен договор връща Куба на Испания, като в замяна Испания се отказва в полза на Англия от Флорида.
Благодарение на цветущата търговия, в средата на XVIII век Хавана вече е най-развитият град в региона.

### Войни за независимост
В началото на XIX век започват движения за независимост срещу Испания. Някои кубинци искат реформи, други независимост, трети – присъединяване към САЩ. Първото значително въстание (Десетгодишната война) започва през 1868 г. и е ръководено от Карлос Мануел де Сеспедес. Борбата пропада през 1878 г. поради вътрешни противоречия между въстаниците. Жертвите са над четвърт милион.
Малката война е второто въстание (1879 – 1880), предвождано от Каликсто Гарсия (на испански: Calixto García), но и то завършва с неуспех. През 1886 г. в Куба е отменено робството. В резултат на отпадането на евтина работна ръка много плантации фалират, започва уедряване на поземлената собственост. Американският едър капитал става господстващ в захарната и тютюневата индустрия на Куба.
През 1895 г. избухва третата война за независимост, сред чиито водачи се откроява Хосе Марти, който прекарва дълги години в изгнания и през 1892 г. основава Кубинската революционна партия в Ню-Йорк. През март 1895 подписва заедно с Максимо Гомес Манифеста от Монтекристи (на испански: Manifiesto de Montecristi), в който се излагат идеите за независимост. Боевете с испанската армия са започнали през февруари 1895 г. и през април Марти пристига в Куба, но още на следващия месец е убит. Конфликтът между революционери и метрополия ескалира, след като се намесват САЩ и революцията прераства в Испано-американската война. Повод за това е взривяването на американския кораб Мейн на 15 февруари 1898 г. в пристанището на Хавана, при който загива над 2/3 от екипажа.
Испания загубва войната и по силата на испано-американския мирен договор от 1898 г., сключен в Париж, Куба преминава в сферата на влияние на САЩ.

### Независима Куба
През 1902 г. Куба става независима република. Приета е обаче така наречената Декларация Плат, съгласно която САЩ имат право да се намесват във вътрешните работи на Куба „с цел запазване на нейните стабилност и суверенитет“. Декларацията Плат е отменена чак през 1934 г., тогава Куба възвръща и de facto пълния си суверенитет.
През 1925 г. генерал Херардо Мачадо Моралес взима властта.
През 1933 г. Фулхенсио Батиста прави военен преврат. През 1940 г. печели изборите за президент като кандидат на широка коалиция с участието и на Кубинската комунистическа партия. През декември 1941 година страната се включва във Втората световна война на страната на Съюзниците. Президентът Батиста се радва на огромна популярност, на изборите през 1944 г. е преизбран. По времето на Батиста в кубинската икономика се вливат големи инвестиции от САЩ, което значително повишава нивото на жизнения стандарт в страната.
След 1948 г. при президентите Рамон Грау и Карлос Прио Сокарас се увеличава корупцията и влиянието на американската мафия.
През 1952 г. Батиста извършва нов преврат. Този път обаче не желае връщане към конституционния ред, поради което в страната се оформя силна опозиция. Президентът Батиста става военен диктатор и започва жестоки гонения срещу всички опозиционери в страната, избива хиляди невинни кубинци и затваря всички университети в Куба, поради критиките и недоволството на студентите към него. Начело на една от опозиционните групировки е Фидел Кастро.

### Кубинска революция
През 1953 г. 120 въоръжени атакуват казармата Монкада. Фидел Кастро е осъден на 15 години затвор, но скоро е амнистиран. Фидел Кастро отива в Мексико и там заедно с Ернесто Че Гевара организира въстание. През 1956 г. въстанието търпи поражение, Фидел Кастро обаче успява да реорганизира въоръжените си отряди и продължава борбата. Корумпираната система на Батиста е поддържана от САЩ. Тесен кръг от богати властимащи изнасят кубинското национално богатство в САЩ. Фидел Кастро е приет с резерви и от Хрушчов поради несъгласието си със сталинистките форми на управление в СССР по това време. Към 1 януари 1959 г. цялата страна вече е на страната на Кастро, Батиста тайно емигрира в чужбина, изоставяйки Куба, намираща се в състояние на гражданска война.
Фидел Кастро става министър-председател. Започват национализациите. Хиляди едри собственици на селскостопански земи бягат в чужбина с капиталите си. Изнесени са големи количества културни ценности и златни предмети. В Куба започва период на комунистическа диктатура, поддържана от СССР.

### Постреволюционна Куба
Правителството на САЩ налага пълна икономическа блокада на „Острова на свободата“ и финансира кубинската опозиция на територията на САЩ. През 1961 г. опитът на диверсионна група от 1400 наемници, въоръжени от САЩ с цел да свалят от власт Фидел Кастро в „Залива на свинете“, завършва с провал. Не се сбъдва замисълът на ЦРУ чрез прехвърлянето на латиноамерикански наемници на кубинска територия, водени от американски съветници, да се създаде ръководено от САЩ „съпротивително движение“, което впоследствие да поиска военна намеса от Вашингтон за сваляне на Фидел Кастро. Този случай е в основата на Карибската криза, поставила на карта мира на планетата. Президентът на САЩ Кенеди, под въздействието на внушителната военноморска армада на СССР до кубинските брегове, респектиран от опасността да предизвика III световна война, се отказва от намеренията си за военен метеж на острова. Подобен сценарий е разигран и в Панама, където с пряка военна намеса е ликвидирана народно-демократичната власт на тази страна, заменена от определени във Вашингтон хора. На 1 май 1961 г. Фидел Кастро обявява народно-демократичния характер на кубинската революция. Започва национализация. Въвеждат се социално-ориентирани реформи: гарантирано право на труд, безплатно образование и здравеопазване, преференциални заеми при закупуване на земя, платен отпуск при болест и др. Под ръководството на Ернесто Че Гевара се правят първите стъпки за създаване на промишленост в тази бедна карибска страна. Провежданите избори за държавни органи недвусмислено показват пълното одобрение на кубинците на проведените реформи и политическата система на Кастро. Ернесто Гевара е всепризнат национален герой на Куба.
След разпадането на СССР и прекратяването на помощта от социалистическите страни Фидел Кастро е принуден да въведе реформи и ограничения като купонна система, строг контрол на търговията със стоки за потребление и енергоресурси, икономически ограничения. Тези реформи не засягат определени социални среди като инвалиди, майки с деца до 3 г., пенсионери, изкупните цени на захарната тръстика и др. Поради икономическата блокада чуждите инвестиции са невъзможни за Куба.
На 31 юли 2006 г. Фидел Кастро се оттегля от власт по здравословни причини. С неговата огромна ерудиция той бива уважаван събеседник и съветник на политическите дейци от много латиноамерикански страни. Кастро умира на 25 ноември 2016 година.
На 24 февруари 2008 г. Националното събрание на страната избра за президент Раул Кастро.
На 17 декември 2014 г. президентът на САЩ Барак Обама и председателят на Държавния съвет на Куба Раул Кастро обявяват възобновяването на дипломатическите отношения между двете страни, прекъснати през 1961 г.

## География
Република Куба заема едноименен остров, дълъг 1260 km и широк 191 km в (най-широката си част), разположен в посока запад-изток. На север протокът Флорида отделя Куба от САЩ, а на изток Наветреният проток я разделя от остров Хаити. Най-близкият ѝ южен съсед е остров Ямайка. Дългата брегова линия на остров Куба е разчленена от стотици естествени заливи, рифове и полуострови. На Република Куба принадлежат още сравнително големият остров Хувентуд (бивш Пинос) и около 1600 малки острови, повечето от тях ненаселени.
Релефът на Куба е предимно равнинен. Планините и възвишенията заемат около 1/4 от площта ѝ. Сиера Маестра е основната планинска верига, минаваща през Карибите и пресичаща остров Куба в югоизточната му част. Тук се извисява най-високият връх Туркино (2005 m). Ниските южни части на острова са част от варовиковата Карибска плоча, на която се намират още полуостров Юкатан Мексико, полуостров Флорида, САЩ, и Бахамските острови. Най-дългата река в Куба е Кауто. Тя тече в посока от изток на запад, на 20 km северно от град Баямо, но е плавателна за малки лодки.
Куба има в изобилие запаси от никел (на второ място в света след Русия), на пето място е по запаси на кобалт. Също така има и известно количество нефт.

### Климат
Климатът на страната е горещ и влажен тропичен, пасатен. Средногодишната температура е 25,5 °C. Средната температура на най-студения месец (януари) е 22,5 °C, а на най-горещия (август) – 27,8 °C. Температурата на повърхностните води край бреговете през зимата възлиза на 22 – 24 °C, през лятото – на 28 – 30 °C. Средногодишното количество на валежите, падащи обикновено във вид на порои, е 1400 mm, обаче често се случват и сушави години.
В климата на Куба ясно са изразени два климатични сезона: дъждовен (май – септември) и сух (октомври – април). През дъждовния сезон падат 3/4 от цялата годишна сума на валежите.
Куба е подложена на действието на тропическите циклони, които се зараждат през лятно-есенния период (юни – средата на ноември) на изток от Малките Антилски острови и в западната част на Карибско море, придвижвайки се след това към Флорида. Циклоните са съпроводени от обилни порои и силни ветрове, способни да причинят големи щети на стопанството и на населението на острова.
Реките в Куба са къси, немноговодни. Горите, покриващи около 10 % от територията, са се запазили само в планинските и заблатените райони. Животинският свят на сушата е относително беден. В същото време в заобикалящите Куба води има ценни (и за промишлен улов) риби, мекотели, лангусти, скариди, а също водни гъби.

## Население
11 478 875 (2020 г.)

### Расов състав
(По данни от 2002 г.)
- Бели – 7 271 926 (65,06 %)
- Мулати – 2 658 675 (24,86 %)
- Чернокожи – 1 126 894 (10,08 %)
- Азиатци – 112 268 (1,02 %)

### Езици
Най-използваният е официалният език испански. Най-разпространеният чужд език е английският. По-старото поколение сред кубинците от китайски произход (около 1 % от населението) знае и китайски. Част от кубинските евреи знаят идиш или ладински. Свещениците на религия „сантерия“ използват езика йоруба като богослужебен език.

### Вероизповедания
След идването на власт на Фидел Кастро всички религии биват дискриминирани, главният удар е срещу Католическата църква. Празнуването дори на Рождество Христово и Великден е забранено. Едва през последните години на 20 век ограниченията са намалени, главно във връзка с посещението на папа Йоан Павел II в Хавана през 1998 г.
Най-многобройни (около 50 %) са католиците. Има и около 300 хиляди протестанти и няколкостотин православни. През 2008 г. е осветена и отворена първата православна църква в Куба.
Втората по значимост религия след католицизма е сантерията (означава свещенство) – синкретична религия, основана сред негрите роби и съчетаваща християнство (католицизъм) и старите племенни вярвания (анимизъм). Понастоящем сантерията се изповядва и от бели, често се забелязва почитане едновременно на сантерията и католицизма.
В Куба има също така и малобройни групи от бахайци, мюсюлмани и евреи. Някога еврейската общност е била силна в Куба, но след идването на власт на Фидел Кастро около 90 % от евреите са емигрирали в САЩ. Днес кубинските евреи са разделени на три групи: сефаради, ортодоксални ашкенази и консервативни ашкенази.

### Здравеопазване
През 2015 г. Куба първа елиминира предаването на HIV от майка към дете.

## Държавно устройство
Куба фактически е комунистическа еднопартийна диктатура, а според действащата конституция е „независима и суверенна социалистическа работническа държава във форма на единна и демократическа република“.
Кубинската конституция определя Кубинската комунистическа партия като най-висша ръководна сила на обществото и държавата (чл. 5) и изрично забранява каквато и да е дейност, насочена срещу социализма и комунизма (чл. 62).
Парламентът се избира за срок от пет години, ролята му е формална, заседава всяка година само няколко дни и приема без обсъждане предварително приготвените от Държавния съвет законопроекти. Има 609 депутати. Съвременната конституция е приета през 1992 г. и се основава на идеите на Хосе Марти, Ленин, Карл Маркс и Фридрих Енгелс.
За всяко депутатско място има един кандидат. Кандидатите се избират от местно избирателно събрание измежду одобрените от Комитета за защитата на революцията лица. На практика кандидатите се назначават от местните организации на Кубинската комунистическа партия.
Държавният съвет е постоянно действащ орган на парламента, състои се от председател, първи заместник-председател, петима заместник-председатели, секретар, и още двайсет и трима членове.
Правителството се състои от председател, първи заместник-председател, секретар, заместник-председатели, министри и ръководители на по-важни държавни органи. На практика решенията се взимат от деветчленното изпълнително бюро на правителството в състав председател, първи заместник-председател, секретар и заместник-председатели.
Държавният съвет, правителството и 21-членното Политбюро на Кубинската комунистическа партия обикновено заседават заедно. Повечето държавни ръководители имат постове едновременно в трите органа.
Фидел Кастро е първи секретар на Кубинската комунистическа партия, председател на Държавния съвет и председател на правителството до 2006 г. Дотогава Раул Кастро е втори секретар на Кубинската комунистическа партия, първи заместник-председател на Държавния съвет и първи заместник-председател на правителството.

### Опозиционни групи
Легална опозиция не съществува, кубинската конституция изрично забранява каквато и да е опозиционна дейност. Нелегално съществуват десетки партии и граждански сдружения, в самата Куба и сред кубинската емиграция. Най-важни сред тях са следните:
- Кубинско-американска национална фондация – основана през 1981 г. във Флорида, в тясно сътрудничество с Републиканската партия на САЩ.
- "Братя за помощ“ (Hermanos al Rescate) – пацифистка организация от Флорида, главната ѝ дейност е разпространяване на листовки в Куба и подпомагане на хората, бягащи през морето с лодки и матраци.
- Кубинско либертарианско движение – антикапиталистическа и антикомунистическа организация, с анархистична идеология.
- „Жени в бяло“ – женска организация, отличена с наградата „Сахаров“ и бореща се срещу режима по принципа на ненасилието.
- „План Варела“ – движение, основано от кубинеца Освалдо Пая (Oswaldo Payá), стремящо се да приложи източноевропйеския модел за преход от тоталитарен режим към представителна демокрация.
- Фондация „Лаутон“ – антикомунистическа и пацифистка организация, основана през 1997 г. от кубинския лекар д-р Оскар Елиас Бисет, занимаваща се с наблюдаване на правата на човека; освен комунизма отхвърля абортите и евтаназията. Д-р Бисет често е наричан „кубинския Нелсън Мандела“ поради философията си и поради цвета на кожата си.

### Въоръжени сили
Въоръжените сили на Куба (официално: Революционни въоръжени сили на Куба) се състоят от армия, военновъздушни сили и противовъздушна отбрана, военноморски флот, както и различни полувоенни формирования. По време на Студената война Куба е стратегически съюзник на СССР и разполага с втората най-голяма армия в Латинска Америка (след тази на Бразилия). След края на Студената война помощите от Съветския съюз спират, вследствие на което кубинската армия се свива от 235 000 души през 1994 г. до 60 000 през 2003 г. Към 2007 г. общата ѝ численост е сведена до 38 000 души, но ЦРУ я оценява като „професионална, добре тренирана и организирана армия, способна да окаже значителна съпротива на която и да било регионална сила“.

### Административно деление
Куба се състои от четиринайсет провинции, един специален район и столицата (гр. Хавана):
|  | 1. град Хавана 2. Пинар дел Рио 3. Артемиса 4. Маябеке 5. Матансас 6. Сиенфуегос 7. Виля Клара 8. Санкти Спиритус | 1. Сиего де Авила 2. Камагуей 3. Лас Тунас 4. Гранма 5. Олгин 6. Сантяго де Куба 7. Гуантанамо 8. о-в Хувентуд |

## Икономика
Куба е една от последните комунистически държави с планова икономика. Преди революцията Куба има добре развита пазарна икономика, която обаче се характеризира с много големи разлики в състоянието на най-бедните и най-богатите слоеве на населението, както и със силно изтичане на националните капитали към други страни (най-вече САЩ). След революцията почти всички предприятия са национализирани и настъпва значително уравновесяване на икономическата активност. Въпреки почти пълното отсъствие на значителна частна стопанска дейност, дългогодишните икономически санкции от страна на САЩ и липсата на значителни природни ресурси, Куба е най-богатата социалистическа страна, с БВП на човек от населението $ 9500, и има значително по-добри показатели от останалите латиноамерикански страни по отношение на детска смъртност, заболеваемост на населението, качество на образованието и здравеопазването.
Индексът за човешко развитие се равнява на 0,863 – сравним с този на страни като Хърватия и Аржентина и по-висок от индекса на Оман и България. Куба е на 14-о място в света по най-ниска безработица – едва 1,8 % са безработни. Частните работници в Куба към 2006 г. се оценяват на 22 % от общата работна ръка, сравнено с 8,2 % през 1981 г. Средната месечна заплата към 2005 е 334 песо ($ 16,7), а средната пенсия – $9 долара. Трябва обаче да се отбележи, че определянето на цените се извършва от държавата и за повечето стоки те са символично ниски. През 2008 г. системата на равно заплащане за всички работници в държавните предприятия е отменена и заплащането зависи от индивидуалния труд на работника. Корупцията е често срещана, макар и много по-ниска от средната за региона.

### Земеделие
Куба е член на Съвета за икономическа взаимопомощ до разпадането му. След 1989 г. прекратяването на търговията със страните от СИВ довежда до дефицит на хранителни стоки и други продукти (Вж. Икономическа криза в Куба). За да компенсира част от дефицита на храни, кубинското правителство изгражда т.нар. органопоникос – малки градски градини, в които се отглеждат зеленчуци и плодове, които осигуряват храна на комунално ниво и облекчават напрежението върху системата за разпределение на храни. През 2008 г. Раул Кастро либерализира селскостопанската дейност, като отменя режима на колективните стопанства и разрешава частната собственост в този сектор. Тази реформа също облекчава планирането и производството, като позволява вземане на решения за използване на земеделските площи на общинско ниво. Основни земеделски култури: захар, тютюн, ром, цитрусови плодове, кафе, ориз, картофи, фасул. Развито е и животновъдството.

### Туризъм
Развитието на туризма допълнително подсилва икономиката и увеличава ролята на Куба в Карибския регион. Този отрасъл създава печалби от $ 2,1 млрд. само през 2003 година.

## Инфраструктура

### Енергетика
Близо 90 % от електроенергията в Куба се генерира от ТЕЦ. По-малко от един процент (0,65) се произвежда от ВЕЦ, а алтернативните източници на енергия (вятърът и др.) произвеждат 9,83% от общата електроенергия.

## Култура
Кубинската култура представлява специфична комбинация от испански и африкански традиции с осезаемо латиноамериканско влияние. Кубинските музикални и танцови изкуства са известни по целия свят. Преобладаващият стил в музиката е сонкубано, появил се през 30-те години на XX век, придобил широка популярност първо в Латинска Америка, а после и по цял свят. Най-специфичните инструменти в изпълнението му са тромпетът, контрабасът и китарата, както и различни видове местни перкусионни инструменти. Сон кубано оказва много голямо влияние върху развитието на салсата, румбата и мамбото.
Центърът за съвременно изкуство „Вилфредо Лам“ се намира на катедралния площад, в палат от XVIII век, някогашна резиденция на графовете Пенялвер. Там се провежда Хаванското биенале с участието на стотици художници от цял свят. Музеят на колониалното изкуство, Наполеоновият музей, музеите на парфюмерията, музиката и филателията са сред културните забележителности.
Музеят на революцията се помещава във внушителния бивш президентски дворец, откъдето е избягал в Испания диктаторът Батиста заедно с държавната хазна в навечерието на победата на Фидел Кастро. Декорациите в някогашния интериор са запазени – те са на легендарната американска бижутерска компания „Tifany“. В стъклен павилион зад сградата, наречен „Мемориал Гранма“, е увековечен десантът на Фидел Кастро, Че Гевара и още 80 революционери, които на 2 декември 1956 г. пристигат от Мексико и започват партизанска война в планината Сиера Маестра. Статуята на Хосе Марти в центъра на Площада на революцията се намира в най-високата точка на града, на 138 метра над морското равнище.

## Международни класации
| Организация                 | Индекс                     | Място        |
| --------------------------- | -------------------------- | ------------ |
| Институт за икономика и мир | Световен индекс на мира    | 68-о от 144  |
| Програма на ООН за развитие | Индекс на човешко развитие | 51-во от 182 |
| Прозрачност без граници     | Индекс за корупция         | 71-во от 180 |
| New Economics Foudation     | Индекс „Щастлива планета“  | 7-о от 143   |